# Chicho Sánchez Ferlosio
José Antonio Julio Onésimo Sánchez Ferlosio, meglio noto come Chicho Sánchez Ferlosio (Madrid, 8 aprile 1940 – Madrid, 1º luglio 2003), è stato un cantautore spagnolo.
È stato inoltre autore di numerose canzoni eseguite da altri artisti, come Rolando Alarcón, Joan Baez, Soledad Bravo, Víctor Jara, Quilapayún e Joaquín Sabina . 
Era il figlio dello scrittore e membro fondatore della Falange, Rafael Sánchez Mazas, fratello dello scrittore Rafael Sánchez Ferlosio e il matematico e filosofo Miguel Sánchez Ferlosio. 

## Politica
Sebbene suo padre fosse uno dei membri fondatori del movimento Falangista, Ferlosio era un militante di sinistra la cui politica si allontanò gradualmente dallo stalinismo e dall'ortodossia comunista verso l'anarchismo in seguito alla morte di Franco. Fu in un primo tempo militante nel Partido Comunista de España, ma dopo aver visitato la Repubblica socialista popolare albanese e aver avuto esperienza dell'ipocrisia e delle politiche repressive del suo regime, e grazie all'influsso dell'amico poeta Agustín García Calvo, si allontanò da tutte le forme del comunismo avvicinandosi alle idee anarchiche. La sua nuova posizione potrebbe essere riassunta dalla sua massima: "le idee sono per gli uomini, e non gli uomini per le idee".

## Discografia
Ferlosio, prolifico compositore, registrò solo una piccola parte del suo repertorio. La sua discografia ufficiale include solo un LP A Contratiempo. Tuttavia, molti artisti hanno interpretato le sue canzoni. 